# 4155 Watanabe
4155 Watanabe (1987 UB1) là một tiểu hành tinh vành đai chính được phát hiện ngày 25 tháng 10 năm 1987 bởi Seiji Ueda và Hiroshi Kaneda ở Kushiro.